# Musykalnaja enziklopedija
Musykalnaja enziklopedija (russisch Музыкальная энциклопедия, wiss. Transliteration Muzykal'naja ėnciklopedija „Musikenzyklopädie“) ist ein russisches sechsbändiges Nachschlagewerk über Musik, das 1973–1982 in der Sowjetunion von der Sowjetischen Enzyklopädie (Sowetskaja enziklopedija) und dem Sowjetischen Komponistenverlag (Sowetski kompositor) veröffentlicht wurde. Es enthält rund 7000 Artikel zu Musikästhetik, Musikgeschichte und -theorie, Akustik, Aufführungen, Stilen, Schulen, Genres und Formen. Im Jahr 2006 wurde es von DirectMedia auf CD veröffentlicht (ISBN 5-94865-152-5).
Der Chefredakteur war der sowjetische Musikwissenschaftler, Doktor der Künste, Verdienter Künstler der RSFSR Juri Keldysch (1907–1995).

## Inhalt der Bände
- 1 (1973) A - Gong. - 1072 S.
- 2 (1974) Gondoljera - Korsow. - 960 S.
- 3 (1976) Korto - Oktol. - 1104 S.
- 4 (1978) Okunew - Simowitsch. - 976 S.
- 5 (1981) Simon - Cheiler. - 1056 S.
- 6 (1982) Cheinze - Jaschugin. - 1008 S.